# 小笠原一規
小笠原 一規（おがさわら かずき、1980年 - ）は、日本のテノール歌手。北海道帯広市出身
武蔵野音楽大学音楽学部声楽学科卒業。その後イタリアミラノ音楽学校、マルツィアーリ音楽学校にて研鑚を積む。声楽を松崎千枝子、郡司忠良、中島基晴、E.マイエロン、V.テッラノーヴァ、A.クピード、黒田安紀子の諸氏に師事。
パシフィック・ミュージック・フェスティバル（PMF）2010年に於いてはPMFシンガーズとして合格、現メトロポリタン歌劇場首席指揮者のファビオ・ルイージ指揮の《ラ・ボエーム》で主演ロドルフォ役を演じ高評を得る。
コンサートに於いても、カルミナ・ブラーナ、第九、交響詩《十勝》、北国讃歌、自身のリサイタルを始めその他ミサ曲などのソリストとして数多くのコンサートに出演している。
北海道若手新人音楽家育成プロジェクト代表、特定非営利法人日本音楽生涯学習振興協会演奏研究員、団員、兵庫県在住。

## 略歴
- 2002年 - 全日本学生声楽コンクール奨励賞
- 2005年 - SCUOLA MUSICARE MIRANO国際声楽コンコルソ入選
- 2010年 - PMF音楽祭PMFシンガーズ合格、帯広市民劇場新人賞受賞
- 2015年 - 第45回イタリア声楽コンコルソ」第1位【シエナ大賞】受賞
- 2016年 - 第52回日伊声楽コンコルソ入選

## 賞
- 第51回瀧廉太郎記念音楽祭主催全日本高等学校声楽コンクール優秀賞
- 第57回全日本学生声楽コンクール声楽一般の部奨励賞
- 2005年ミラノ音楽学校国際声楽コンクール入選
- 第52回日伊声楽コンコルソ入選
- 第45回イタリア声楽コンコルソ第1位受賞（シエナ大賞）

## オペラ出演
- コジ・ファン・トゥッテ - フェランド 役
- ドン・ジョヴァンニ - ドン・オッターヴィオ 役
- ウィンザーの陽気な女房達 - フェントン 役
- 椿姫 - アルフレード 役
- トゥーランドット - カラフ 役
- 蝶々夫人 - ピンカートン 役
- ジャンニ・スキッキ - リヌッチョ 役
- カルメン - ドン・ホセ 役、レメンダード 役
- 愛の妙薬 - ネモリーノ 役
- こうもり - アイゼンシュタイン 役
- サムソンとデリラ - 伝令 役